# Your favorite things
『Your favorite things』（ユア・フェイバリット・シングス）は、AimerがインディーズとしてiTunes Storeから配信限定でリリースしたファーストアルバム。すでに配信は終了している。本アルバムに新たなカバー音源を加えてCDパッケージ化した「Bitter & Sweet」がリリースされている。

## 収録曲
1. Poker Face (4:16)
作詞・作曲：レディー・ガガ、RedOne　編曲：玉井健二、古川貴浩
2. Viva La Vida (4:46)
作詞・作曲：ガイ・ベリーマン、ジョニー・バックランド、ウィル・チャンピオン、クリス・マーティン　編曲：玉井健二、古川貴浩
3. また君に恋してる (4:45)
作詞：松井五郎　作曲：森正明　編曲：玉井健二、古川貴浩
4. Crazy in Love (3:49)
作詞：ビヨンセ・ノウルズ、ショーン・カーター、リッチ・ハリソン、ユージン・レコード　作曲：リッチ・ハリソン、ユージン・レコード　編曲：玉井健二、古川貴浩
5. 三日月 (3:49)
作詞：絢香　作曲：西尾芳彦、絢香　編曲：玉井健二、釣俊輔
6. Orion (5:44)
作詞・作曲：百田留衣　編曲：玉井健二、古川貴浩
7. I Will Always Love You (3:52)
作詞・作曲：ドリー・パートン　編曲：玉井健二、古川貴浩
8. 今宵の月のように (4:52)
作詞・作曲：宮本浩次　編曲：玉井健二、野村陽一郎
9. Precious (5:28)
作詞：野口圭　作曲：田中隼人　編曲：玉井健二、古川貴浩
10. Change the World (3:46)
作詞・作曲：トミー・シムズ、ゴードン・ケネディ、ウェイン・カークパトリック　編曲：玉井健二、古川貴浩

## 参加ミュージシャン
- Aimer - 歌
- 古川貴浩 - プログラミングと楽器演奏 (M-1-4, M6-7, M9-10)
- 釣俊輔 - プログラミングと楽器演奏 (M-5)
- 野村陽一郎 - プログラミングと楽器演奏 (M-8)

## チャート順位
「Poker Face」のカバーが iTunes Store のJAZZチャートにて 初登場1位を記録。アルバムも最高2位を記録。

## リリース日一覧
| 地域 | リリース日    | レーベル | 規格                   | カタログ番号 | 備考     |
| ---- | ------------- | -------- | ---------------------- | ------------ | -------- |
| 日本 | 2011年5月11日 | FOURseam | デジタル・ダウンロード | iTunes Store | 配信終了 |